# Стопка

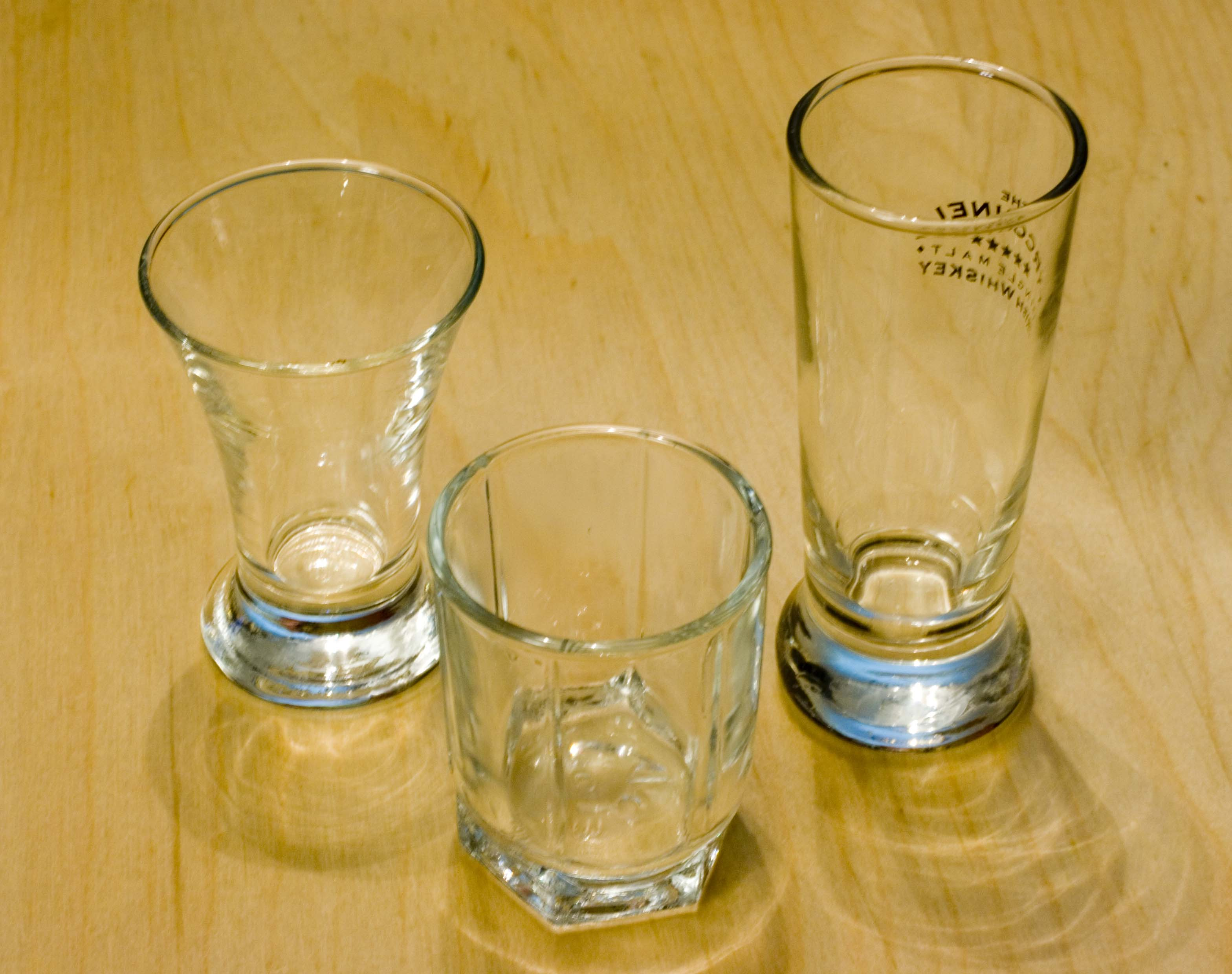
Три типичных стопки.

Сто́пка — небольшой стаканчик для спиртных напитков.
В настоящее время, различного размера и форм, обычная ёмкость 25−100 миллилитров. Традиционно — с прямыми (часто гранёными) стенками. Широко используется для употребления крепкоалкогольных напитков.
С ней связана древнерусская мера объёма — стопа. Народная этимология производит название от слова сто (граммов), что неверно: метрическая система введена в России гораздо позже задокументированного использования термина.
В стопках подаются водка, а также наливки и горькие настойки.

## В русской крестьянской культуре
У русских крестьян стопой назывался большой стакан — ёмкость с плоским дном и туловом цилиндрической формы или расширяющимся кверху. Бокал и кубок тоже могли называться стопой. Иногда стопа имела рукоять и крышку. Стопы использовались по всей России в течение XVII-XIX веков. Маленькие стопы (стопки, стопочки) или «стоячки» (так назывались стопочки из дерева в Тверской губернии) также были в обиходе. Стопы могли быть металлическими (из меди, серебра или олова), стекла, дерева, украшаться росписью или резьбой. Стопа была сосудом как для водки и вина, так и для других напитков.
Существовал обычай после похорон ставить стопку, наполненную водкой, перед иконой, поминая умершего, который при жизни любил выпивать. Считалось, что таким образом угощается душа, которая обитала в доме сорок дней после смерти человека.